# Massimiliano Soldani Benzi

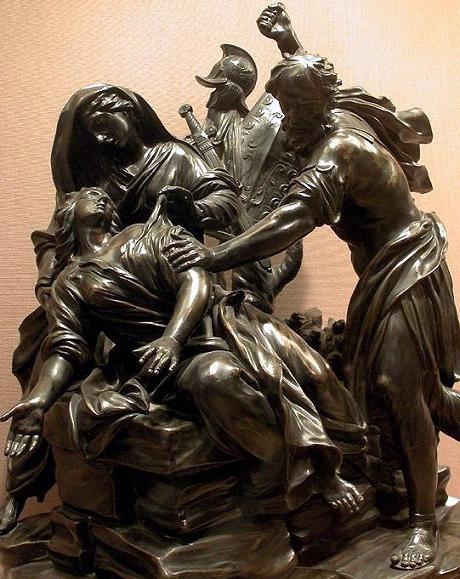
Il sacrificio della figlia di Jeptah (1722)

Massimiliano Soldani Benzi (Montevarchi, luglio 1656 – Montevarchi, 23 febbraio 1740) è stato un pittore, scultore e medaglista italiano.

## Biografia
Rampollo dei Soldani, ricca famiglia montevarchina, e dei Benzi, nobile famiglia di Figline Valdarno e magnati della città di Firenze, nacque in Montevarchi e qui fu battezzato il 15 luglio 1656 nella chiesa di Sant'Andrea Apostolo a Cennano. I Soldani, la famiglia paterna, oltre al palazzo signorile nella via maestra di Montevarchi possedevano anche la Fattoria di Petriolo a Galatrona, nei pressi di Mercatale, dove Massimiliano passò tutta la sua infanzia e dove fin dall'inizio dimostrò un precoce talento scultoreo tanto che, ancora bambino, si divertiva a modellare delle figurine in argilla che poi il padre faceva cuocere. Un cappuccino che frequentava la casa, probabilmente del convento di Montevarchi, gli insegnò poi a preparare i colori e a smaltare la terracotta.
Qualche anno dopo, nel 1678, dipinse su tela un'Annunciazione che convinse uno dei suoi zii ad indirizzarlo alla scuola di disegno di Baldassarre Franceschini detto il Volterrano. Fu affidato alle cure di Giuseppe Arrighi, il miglior allievo di Franceschini, e la scelta fu quanto mai azzeccata se, dopo due anni, Cosimo III in persona volle che Massimiliano si perfezionasse a Roma alla scuola d'arte da lui istituita e diretta dal pittore Ciro Ferri e dallo scultore Ercole Ferrata. Rimase a Roma quattro anni dove si guadagnò grande fama realizzando ritratti in medaglia di personaggi illustri come Cristina di Svezia, i cardinali Azzolino, Chigi e Rospigliosi, per non parlare di papa Innocenzo XI. Ma ne fece una anche a ciascuno dei suoi maestri.
Il granduca lo richiamò a Firenze nel 1684 per impiegarlo alla zecca granducale, permettendogli anche di avere, all'interno dell'edificio, un suo laboratorio privato. Poco dopo, però, venne «mandato a Parigi dal suo Sovrano per raffinarsi nello studio delle medaglie [e qui] ebbe l'onore di fare in medaglia di straordinaria grandezza il ritratto di Luigi XIV». Tanti successi, quando tornò a Firenze nel 1686, gli valsero il titolo di Mastro dei Conii e Custode della Zecca, le due massime cariche dell'istituto che lasciò al suo allievo Lorenzo Maria Weber solo nel 1723. 

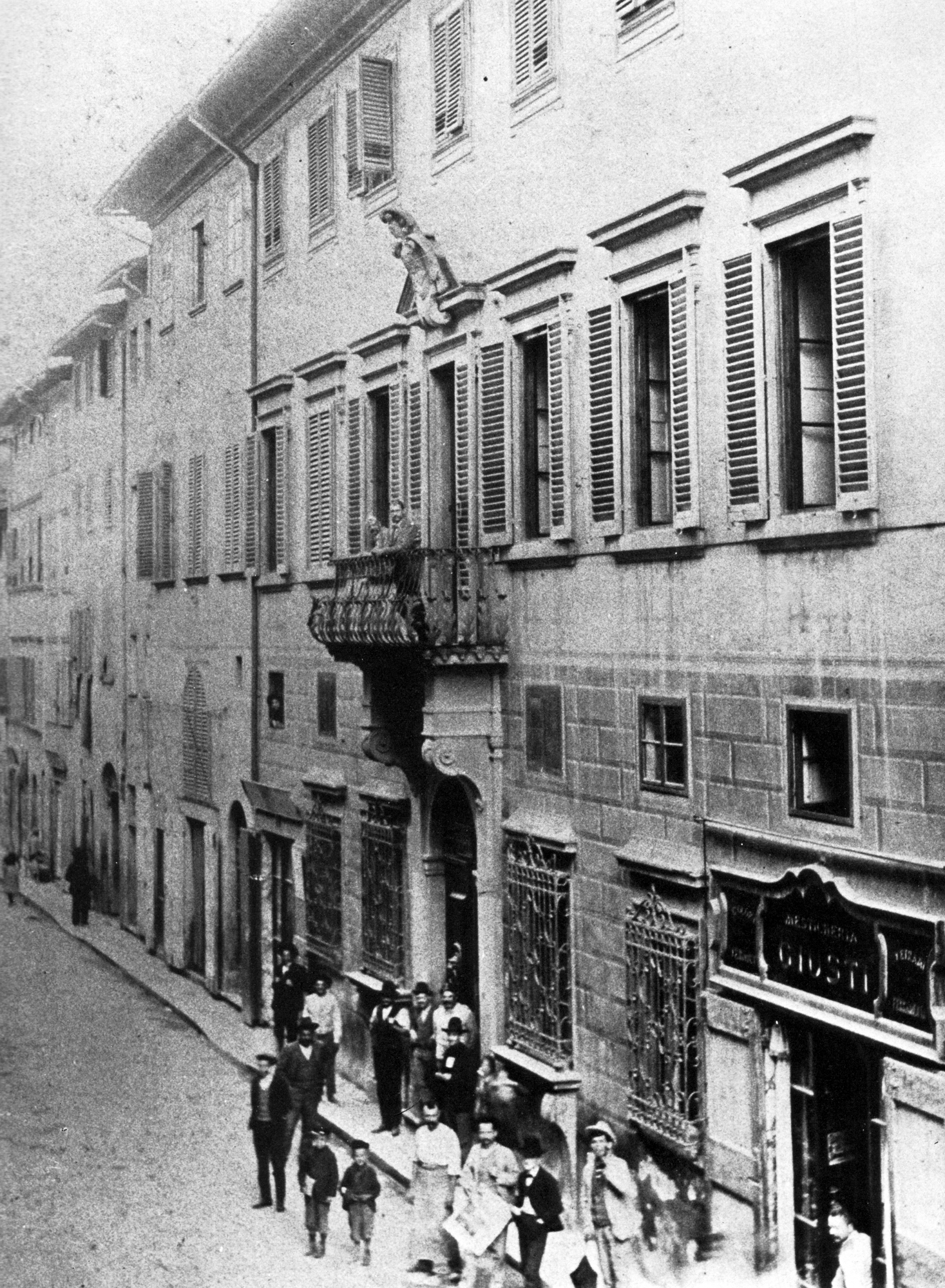
Palazzo Soldani Benzi a Montevarchi

Nel 1698 sposò la figlia del fu pittore di corte Justus Sustermans, di cui aveva preso il posto a Palazzo Pitti già dal 1684 con la nomina a professore dell'Accademia del Disegno.
Per i suoi lavori da libero professionista Soldani riceveva nel laboratorio privato presso la zecca e, per gestire i committenti, si affidava a due agenti di fiducia: Lorenzo Magnolfi e Giovanni Giacomo Zamboni. Infatti Soldani, che non aveva una bottega ma un vero e proprio studio, riceveva solo su appuntamento che ci si poteva procurare soltanto ricorrendo a Magnolfi o a Zamboni che però la mettevano sempre sul difficile. Questo perché Soldani aveva una concezione elitaria della produzione artistica dove l'acquisizione delle opere non era solo questione di grande ricchezza e cultura ma anche di possedere i contatti giusti: insomma un'opera bisognava davvero volerla. Naturalmente, il tutto, faceva lievitare enormemente i prezzi dei suoi lavori. Per esempio John Inglis, medico personale di Guglielmo III e poi della regina Anna, si fece ritrarre in medaglia nel 1703 ma non volle mai rivelare a nessuno come ci fosse riuscito e quanto gli fosse costato. Lo stesso per sir Henry Newton, ambasciatore inglese a Firenze, che nel 1709 convinse Soldani a ritrarlo in quella che è considerata la più bella medaglia del maestro.
Oltre alle medaglie che lo resero una star del cesello, tra le altre sue opere più celebri la Venere dei Medici e il Fauno Danzante realizzate in bronzo da originali in marmo della collezione granducale per conto di John Churchill, primo Duca di Malborough, nel 1711. Ancora visibili nella Hall del Palazzo di Blenheim sono ritenute due meraviglie del patrimonio artistico inglese. Notevoli anche i modelli in cera realizzati per le sculture di ceramica della Manifattura di Doccia, oggi in mostra al museo Richard-Ginori.
Continuò con i lavori su commissione fino a quando non si ritirò definitivamente dall'attività artistica nel 1736 e si trasferì nel suo palazzo di Montevarchi dove, tra il 1706 e il 1709, aveva diretto i lavori di riedificazione della collegiata di San Lorenzo e vi era proposto suo fratello Angiolo Domenico. Massimiliano, a Montevarchi, aveva anche due sorelle entrambe monache ma una agostiniana nel monastero di Santa Maria del Latte e l'altra benedettina in quello di Sant'Angelo alla Ginestra. Morì tre anni più tardi per un colpo apoplettico.
Venne tumulato nella chiesa di San Pier Maggiore a Firenze.